# WR 119
WR 119 — звезда Вольфа — Райе на расстоянии 10500 световых лет от Солнца в созвездии Щита. WR 119 относится к спектральному классу WC9, то есть принадлежит поздней части углеродной последовательности звёзд Вольфа — Райе. WR 119 примечательна тем, что является звездой Вольфа — Райе с наименьшей светимостью среди всех известных звёзд такого класса, всего 50000 светимостей Солнца. Современные оценки светимости дают ещё меньшие значения, около 42700 светимостей Солнца, если основываться на оценке расстояния по данным Gaia DR2.

## Свойства
Свойства WR 119 соответствуют буквально нижним границам возможных параметров звёзд Вольфа — Райе, поскольку звезда слишком тусклая для звезды такого спектрального класса. Моделирование спектра дает оценку температуру 45000. При учете расстояния в 3500 парсеков, болометрическая светимость получается равной 50100 светимостям Солнца. Радиус составляет всего 3,7 радиуса Солнца, это наименьшее значение среди радиусов известных звёзд Вольфа — Райе спектрального класса WC9, равное примерно половине радиуса типичной звезды WC9. Светимость WR 119 также составляет всего 20% от средней светимости звезд данного спектрального класса. Масса звезды равна 5,8 массы Солнца, это наименьшая масса среди известных звёзд Вольфа — Райе, полученная по соотношению масса-светимость. 
В области видимых длин волн звезда также является самой тусклой из известных звёзд спектрального класса WC9, в видимой области спектра звезда имеет светимость 3130 L☉, поскольку большая часть болометрической светимости высвечивается в ультрафиолетовой области спектра вследствие высокой температуры звезды.
WR 119 создаёт мощный звёздный ветер, что типично для звёзд Вольфа — Райе, но всё же заметно более слабый, чем у большинства звёзд последовательности WC. WR 119 теряет 10-5.13 M☉ в год при скорости звёздного ветра 1300 км/с. Также WR 119 выбрасывает большое количество пылевого вещества, поэтому в обозначении звезды появляется индекс "d", что также может указывать на наличие второго компонента.